# Шембри, Андре
Андре Шембри (мальт. André Schembri; 27 мая 1986, Пьета, Мальта) — мальтийский футболист, нападающий.

## Биография
Андре родился в футбольной семье. Его отец Эрик Шембри (р. 1955) и дед Салвину Шембри (1923—2008) также были футболистами и выступали за сборную Мальты.

### Клубная карьера
Профессиональную карьеру начинал в 2002 году в мальтийском клубе «Хибернианс». В 2005 году перешёл в другой мальтийский клуб «Марсашлокк», в составе которого выиграл чемпионат Мальты. В сезоне 2007/08 был отдан в аренду в клуб немецкой регионаллиги «Айнтрахт» (Брауншвейг). Сезон 2008/09 также провёл в аренде в клубе третьей Бундеслиги «Карл Цейсс Йена». По окончании сезона игрок перешёл в клуб австрийской Бундеслиги «Аустрия Кернтен». В дальнейшем выступал за команды Венгрии, Греции, Германии и Кипра. Летом 2016 года подписал двухлетний контракт с клубом Высшей лиги Португалии «Боавишта», за который сыграл 30 матчей и забил 3 гола в чемпионате. Через год вернулся на Кипр, где подписал контракт с «Аполлоном».
В 2020 году объявил о завершении футбольной карьеры.

### Карьера в сборной
За основную сборную Мальты дебютировал 4 июня 2006 года в товарищеском матче против сборной Японии. Свой первый и второй гол за сборную забил в матче отборочного раунда чемпионата Европы 2008 года против сборной Венгрии. Матч закончился со счётом 2:1 в пользу сборной Мальты.

## Достижения

### Командные
«Марсашлокк»
- Чемпион Мальты: 2006/07

«Аполлон»
- Обладатель Суперкубка Кипра: 2017

### Личные
Спортсмен года на Мальте: 2009—2010